# Verbesina maldonadoensis
Verbesina maldonadoensis là một loài thực vật có hoa trong họ Cúc. Loài này được H.Rob. & Panero mô tả khoa học đầu tiên năm 2000.